# 孔帕涅伊斯基山脉
孔帕涅伊斯基山脉（俄语：Компанейский Хребет）是得抚岛的山脉，系绍卡尔斯基山脉的延伸，属萨哈林州库里尔斯克区，最高点海拔867米。有人推測這裡曾噴發過。